# Vanni Teodorani
Vanni Teodorani, all'anagrafe Giovanni Pozzo Teodorani Fabbri (Torino, 1916 – Roma, 19 agosto 1964), è stato un giornalista e politico italiano, ricordato soprattutto per l'attività politica all'interno della Repubblica Sociale Italiana e per l'attività giornalistica del secondo dopoguerra, come direttore del settimanale "Asso di bastoni".

## Biografia
Erede di una famiglia insignita del titolo nobiliare di conte, figlio di Pio Teodorani Fabbri, già segretario della Federazione dei Fasci di combattimento della provincia di Forlì nei primi anni trenta.
Nel 1938 sposò Rosa Mussolini, figlia di Arnaldo Mussolini, fratello del duce, diventando in questo modo parente acquisito di Benito Mussolini. Nello stesso anno cominciò a lavorare come inviato del Popolo d'Italia. L'anno seguente divenne (all'Asmara) direttore del "Corriere Eritreo".
Dopo l'armistizio dell'8 settembre 1943 ricoprì diversi incarichi all'interno della Repubblica Sociale Italiana, tra cui quello di capo della segreteria militare del duce.
Il 27 aprile 1945, mentre cercava di congiungersi alla colonna di autocarri in cui era nascosto Mussolini, fu catturato nei pressi di Dongo assieme ad altri gerarchi. Sfuggito fortunosamente alla fucilazione, rimase latitante per diverso tempo, per essere successivamente arrestato e quindi liberato in seguito ad amnistia.
In un diario, pubblicato postumo nel 2014 a cura dei figli, Teodorani avvalora l'ipotesi (formulata in seguito anche da Luciano Garibaldi) secondo la quale Mussolini non sarebbe stato ucciso da Walter Audisio e Aldo Lampredi, bensì da un altro commando che eseguiva ordini impartiti dai comandi inglesi. Secondo Teodorani sarebbero stati questi ultimi, e non il CLN, a ordinare la fucilazione del duce.
Nel dopoguerra divenne collaboratore, e dal 1954 direttore, del settimanale politico e satirico Asso di bastoni. Esponente del Movimento Sociale Italiano, fu consigliere comunale di Roma dal 1956 fino alla morte.

## Asso di bastoni
Il giornale – sottotitolato "Settimanale Satirico Anticanagliesco", fondato il 27 giugno 1948 da Pietro Caporilli, in seguito rilevato da Vanni Teodorani il 31 ottobre 1954 e rititolato "Giornale della rivoluzione nazionale italiana" – fu edito a Roma dal 1948 al 1960. Esso aveva un deciso orientamento filofascista e a più riprese pubblicò articoli di critica della guerra di liberazione italiana.
Tra le iniziative a cui il giornale partecipò o diede inizio sotto la direzione di Teodorani bisogna ricordare:
- lo scandalo giornalistico e giudiziario legato ad alcune lettere attribuite ad Alcide De Gasperi, datate gennaio 1944 e pubblicate dal settimanale Candido nel gennaio 1954, in base alle quali il direttore di "Candido" Giovannino Guareschi accusava lo statista democristiano di aver contattato i comandi militari anglo-americani, invitandoli a bombardare Roma per conquistare il popolo alla causa antifascista: le lettere furono riconosciute apocrife già all'epoca, essendo state prodotte ad arte dal falsario Aldo Camnasio e diffuse dal faccendiere Enrico De Toma, con la complicità del notaio Bruno Stamm[6]. Tale fatto venne inizialmente diffuso da Oggi, autorevole testata di Rizzoli[7];
- la raccolta di firme, lanciata nel gennaio 1954, per far tumulare a Predappio la salma di Benito Mussolini[8] che da molti anni, all'insaputa di tutti,  era rimasta nascosta nel convento di Cerro Maggiore dentro una cassa di legno: questa iniziativa raccolse numerosi consensi e contribuì effettivamente alla traslazione del corpo del duce nella cripta del cimitero di San Cassiano a Predappio, il 30 agosto 1957;
- la pubblicazione di una "Storia del movimento fascista" in dodici fascicoli (dal 1959 al 1960).

Gli articoli al vetriolo che spesso ospitava fruttarono al giornale, sotto le due direzioni di Pietro Caporilli e Vanni Teodorani, non meno di 53 sequestri, 103 tra denunce e querele e 89 processi; in uno di questi, lo stesso Teodorani venne condannato dal Tribunale di Roma il 15 gennaio 1957 a 8 mesi di reclusione (pena poi confermata dalla Corte d'appello il 3 marzo 1959) per i contenuti dell'articolo L’elefante Usa e la pulce ebrea. Nel Medio Oriente Ike e cha cha cha.

## Opere
- Vanni Teodorani, Quaderno 1945-1946, Cesena, Stilgraf, 2014, ISBN 978-88-96240-49-6.